# Hipismo nos Jogos Olímpicos de Verão de 1964
O hipismo nos Jogos Olímpicos de Verão de 1964 foi realizado em Tóquio, no Japão, com seis eventos disputados no adestramento, concurso completo de equitação (CCE) e salto.

## Adestramento individual
| Pos. | País                     | Atletas          | Cavalos  |
| ---- | ------------------------ | ---------------- | -------- |
|      | Suíça (SUI)              | Henri Chammartin | Woermann |
|      | Equipe Alemã Unida (EUA) | Harry Boldt      | Remus    |
|      | União Soviética (URS)    | Sergei Filatov   | Absent   |

## Adestramento por equipe
| Pos. | País                     | Atletas                                             | Cavalos               |
| ---- | ------------------------ | --------------------------------------------------- | --------------------- |
|      | Equipe Alemã Unida (EUA) | Harry Boldt Reiner Klimke Josef Neckermann          | Remus Dux Antoinette  |
|      | Suíça (SUI)              | Henri Chammartin Gustav Fischer Marianne Gossweiler | Woermann Wald Stephan |
|      | União Soviética (URS)    | Sergi Filatov Ivan Kizimov Ivan Kalita              | Absent Ikhor Moar     |

## CCE individual
| Pos. | País                     | Atletas          | Cavalo   |
| ---- | ------------------------ | ---------------- | -------- |
|      | Itália (ITA)             | Mauro Checcoli   | Surbean  |
|      | Argentina (ARG)          | Carlos Moratorio | Chalan   |
|      | Equipe Alemã Unida (EUA) | Fritz Ligges     | Donkosak |

## CCE por equipe
| Pos. | País                     | Atletas                                      | Cavalos                                 |
| ---- | ------------------------ | -------------------------------------------- | --------------------------------------- |
|      | Itália (ITA)             | Mauro Checcoli Paolo Angioni Giuseppe Ravano | Surbean King Royal Love                 |
|      | Estados Unidos (USA)     | Michael Page Kevin Freeman John Plumb        | The Grasshopper Gallopade Bold Minstrel |
|      | Equipe Alemã Unida (EUA) | Fritz Legges Horst Karsten Gerhard Schulz    | Donkosak Condora Balza X                |

## Salto individual
| Pos. | País                     | Atletas                   | Cavalos   |
| ---- | ------------------------ | ------------------------- | --------- |
|      | França (FRA)             | Pierre Jonquères d'Oriola | Lutteur B |
|      | Equipe Alemã Unida (EUA) | Hermann Schridde          | Dozen II  |
|      | Grã-Bretanha (GBR)       | Peter Robeson             | Firecrest |

## Salto por equipe
| Pos. | País                     | Atletas                                             | Cavalos                               |
| ---- | ------------------------ | --------------------------------------------------- | ------------------------------------- |
|      | Equipe Alemã Unida (EUA) | Hermann Schridde Kurt Jarasinski Hans Winkler       | Dozen II Torro Fedelitas              |
|      | França (FRA)             | Pierre Jonquères d'Oriola Janou Lefèvre Guy Lefrant | Lutteur B Kenavo D Monsieur de Littry |
|      | Itália (ITA)             | Raimondo d'Inzeo Piero d'Inzeo Graziano Mancinelli  | Posillipo Sun Beam Rockette           |

## Quadro de medalhas do hipismo
| Ordem | País                   | Medalha de ouro | Medalha de prata | Medalha de bronze | Total |
| ----- | ---------------------- | --------------- | ---------------- | ----------------- | ----- |
| 1     | EUA Equipe Alemã Unida | 2               | 2                | 2                 | 6     |
| 2     | ITA Itália             | 2               | 0                | 1                 | 3     |
| 3     | FRA França             | 1               | 1                | 0                 | 2     |
| 3     | SUI Suíça              | 1               | 1                | 0                 | 2     |
| 5     | ARG Argentina          | 0               | 1                | 0                 | 1     |
| 5     | USA Estados Unidos     | 0               | 1                | 0                 | 1     |
| 7     | URS União Soviética    | 0               | 0                | 2                 | 2     |
| 8     | GBR Grã-Bretanha       | 0               | 0                | 1                 | 1     |